# 大橋安宅驟雨
《大橋安宅夕立》（日语：／ Ōhashi atake no yūdachi */?）是1857年日本浮世繪畫家歌川廣重的浮世繪作品，屬於《名所江戶百景》系列的第58幅，也是歌川廣重最著名的作品之一，畫作描繪隅田川新大橋上午後驟雨的情境，中文將其譯為「大橋安宅驟雨」。

## 作品描述
本作品為廣重《名所江戶百景》系列中的一幅名所繪，長約37公分，寬約25公分。右上角寫有本作名字「名所江戶百景」、「大橋安宅夕立」，左下則有歌川廣重的署名「廣重畫」。與廣重其他許多浮世繪作品一樣《大橋安宅夕立》使用俯瞰的角度，畫出雨、新大橋、和人。畫中可以看見由不同大小，遠近細節程度所表達出的透視感，亦為浮世繪後期，西方美學觀傳入後日本美術的特色之一。

### 雨、天空
本作在《百景》中屬於《夏之部》，夏末灌溉作物的驟雨也因此為其中的重要主題。《大橋安宅夕立》中，以極細膩的刻痕劃出兩種不同角度的平行線疊在整幅畫作上，表現午後的大雨的迅速和磅礡，並對比畫中人們的慌亂。背景中，則有不同濃淡、不同飽和度的普魯士藍和灰色，套用渲染漸層（日语：ぼかし）的手法，由遠至近，細節漸漸清晰、色彩漸漸飽和，以達成大雨之中，雲霧瀰漫、遠景模糊的效果。天空頂部則直接以深濃的黑色漸層表達烏雲的昏暗和壓迫感。細膩的刻痕和漸層的技術，兩者皆為浮世繪作品中相當困難的技法，漸層更在每一幅印出的成品之中大為迥異。

### 新大橋
隅田川上眾多的橋連結著江戶的鬧區，對交通、民生上皆有其重要的地位，亦連結著當時江戶重要的娛樂場所。因此這些表達物質生活美好、享受浮生的浮世繪作品，便常以此川為主題，如葛飾北齋《富嶽三十六景》《御廄川岸見兩國橋夕陽》、歌川廣重《東海道五十三次》《日本橋：朝之景》等。《名所江戶百景》中，也以隅田川為背景，描繪這一帶不同的季節、天氣、風情。
新大橋位於隅田川上，建於元祿6 年（西元1693年）。圖中的木橋為新大橋最初的樣貌，徘句詩人松尾芭蕉曾為它作詩句。由於附近建於萬治2年（西元1659年）的兩國橋，當時有「大橋」之稱，此新建的橋便被稱作「新大橋」。該橋被多次重建，1923年關東大地震、1945年太平洋戰爭空襲協助多人疏散，而有「助人橋」之稱。現存為昭和52年（西元1977年）竣工的斜拉橋。

### 人
遠方一位船夫把小舟划過背景中的安宅（今東京都江東區新大橋）一帶，前方的新大橋上，則有兩名女子、四名男子撐著雨傘、右上方一名男子披著雨衣在大雨中穿過橋面。仔細觀察跑去的方向，可見圖中的人分為兩群，由橋中央向左右兩邊散去，在勾勒簡單的人中顯示其極欲尋找躲雨去處的心境，同時也形成和橋形成動靜的對比。

## 影響

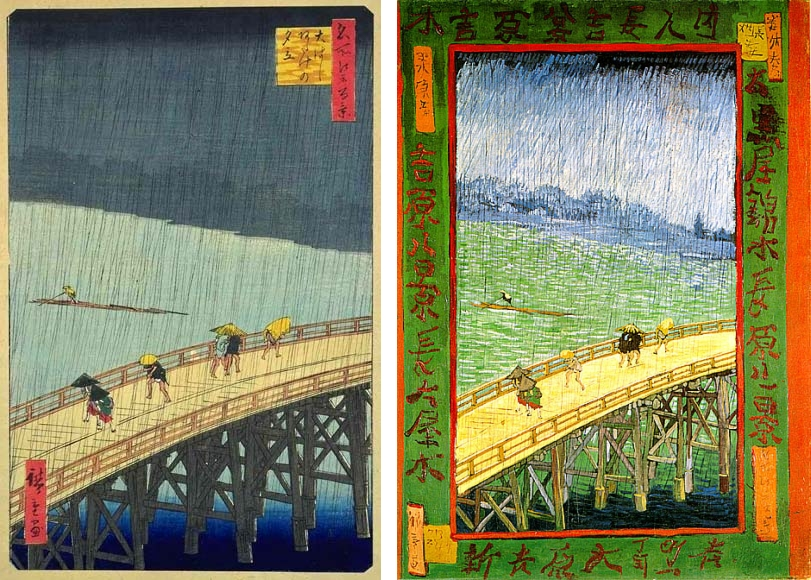
《大橋安宅夕立》和梵谷《雨中的大橋》對照

正如西方藝術影響日本的浮世繪，日本的浮世繪也對西方的繪畫大有影響，尤其受到印象派畫家的喜愛。
荷蘭印象派畫家梵谷當時收藏許多浮世繪作品，並對它們清晰的線條，特殊的取景、裁切，和畫面中的斜角元素大有讚賞。在一封寫給其弟西奧的信中，他讚美這些作品「既不乏味，也不匆忙，……畫人的風格運用幾筆簡單、有自信的筆畫，像扣外套上的鈕扣一樣簡單。」
此外，他亦仿《名所江戶百景》中的此作和《龜戶梅屋舗》作《雨中的大橋》和《梅樹開花》兩幅作品，均採用原畫作的比例。相較於浮世繪的木刻版畫，梵谷的仿作以油畫為媒材。變更包括強化顏色對比，用細筆刷畫出雨絲，並在畫作四周填上漢字。

## 相關連結
- 名所江戶百景
- 歌川廣重
- 日本趣味